# Casu marzu
Il casu frazigu o casu martzu, comunemente riportato con la grafia casu marzu (lett. "formaggio marcio"), è un prodotto alimentare della Sardegna, caratterizzato dal suo particolare processo di formazione: si tratta di un formaggio pecorino colonizzato dalle larve della mosca casearia (Piophila casei), che attaccandone la pasta ne alterano sapore e consistenza, conferendo al prodotto caratteristiche tipiche. 
A seconda delle regioni storiche dell'isola è conosciuto in sardo anche come casu mùchidu, casu modde, casu bèiu, casu fatitu, casu giampagadu, casu 'atu, casu cundítu. Viene prodotto anche in Corsica, dove è conosciuto nella lingua locale come casgiu merzu.

## Produzione
Nell’ambito familiare viene ancora ottenuto in modo naturale tramite la Piophila casei, conosciuta anche come mosca casearia, un insetto dalle cui uova, deposte sulla forma di pecorino, nascono larve che traggono nutrimento cibandosi della forma stessa e sviluppandosi al suo interno. Il periodo di produzione è quello primaverile ed estivo e si può protrarre sino ad autunno inoltrato.
Durante la fase di produzione del formaggio, solitamente si utilizzano alcuni accorgimenti atti a creare condizioni favorevoli per la riproduzione della Piophila casei, come ridurre i tempi della salamoia e fare dei piccoli buchi colmati poi di olio con il duplice obiettivo di ammorbidire la crosta e di attirare l'insetto. Altro accorgimento è quello di limitare il rivoltamento delle forme di pecorino, che vengono poste in locali aperti proprio per essere attaccate (punte) dall'insetto che depone le sue uova.
Dopo la schiusa le larve trasformano con i loro enzimi la pasta casearia del pecorino in morbida crema. Il periodo di maturazione dura da tre a sei mesi. Quando il formaggio è maturo e le larve sono notevolmente diminuite di numero, la forma viene aperta togliendo la parte superiore (su tappu). L'interno della forma si presenta composto da una crema omogenea di colore giallastro e dal sapore molto particolare e pungente.

### Metamorfosi delle larve
Si possono osservare quattro fasi nel processo di metamorfosi: 
- la deposizione delle uova da parte della mosca casearia
- sviluppo della larva che si ciberà del formaggio
- stadio di pupa
- sfarfallamento del moscerino.

Una volta spuntate le ali e diventati moscerini, il tempo a disposizione per deporre le uova è molto limitato: prima di morire dovranno trovare un'altra forma di formaggio sul quale deporre le uova, da cui poi si schiuderà la nuova generazione di larve. Nei caseifici di tutto il mondo, queste larve sono ben conosciute e temute in quanto attaccano tutti i tipi di formaggio. Intere partite di formaggio possono venire contaminate irrimediabilmente e a quel punto non resta che distruggere parte della produzione del caseificio, provvedendo poi alla disinfestazione dei locali.

## Normativa e tutela del prodotto
La produzione e la commercializzazione del casu frazigu è vietata dalle norme italiane ed europee (art. 5 della legge 283/1962 e il successivo "Pacchetto Igiene", ossia i Regolamenti CE 852, 853, 854 e 882 del 2004 e 2073 del 2005) per i potenziali rischi per la salute dei consumatori, associati alla presenza della Piophila casei.
Per poter salvaguardare questo prodotto, il casu frazigu è inserito all'interno della banca dati dei Prodotti agroalimentari tradizionali italiani del Ministero delle politiche agricole, alimentari e forestali. Questo riconoscimento certifica che la produzione è codificata da oltre 25 anni. Rientra tra quelli che la Regione Sardegna vuole proteggere ed è stato richiesto all'Unione Europea il marchio DOP per tutelarne la denominazione d'origine Casu Martzu e salvaguardarlo dalla pirateria alimentare.
Nel 2005 alcuni allevatori sardi in collaborazione con la facoltà di Veterinaria dell'Università di Sassari, per poter produrre questo formaggio legalmente e con le adeguate garanzie igieniche, hanno incaricato l'istituto di Entomologia agraria di Sassari di realizzare un allevamento di Piophila casei in ambiente controllato, per poter ottenere il pieno controllo dell'intero processo produttivo.

## Formaggi simili

### In Italia
In Italia sono presenti alcune varietà casearie che richiedono un procedimento biologico di costituzione simile o analogo al formaggio sardo, quali:
- il pecorino marcetto a Teramo (Abruzzo)[11]
- il cas cu i vierm, nell'entroterra potentino, Basilicata
- il gorgonzola coi grilli (con "grilli" si intendono dialettalmente i vermi nell'atto di saltare) nell'entroterra genovese (Liguria)
- il formaggio Saltarello in Friuli, (Udine)[12]
- il furmai nis (formaggio nisso) a Piacenza (Emilia-Romagna)[13]
- il fermagge pengiute (formaggio punto) a Bari
- il furmaggiu du Quagliu in Calabria[14]
- il cacio punto in Molise[15]
- il bruss ch'a marcia in Piemonte[16]
- il casu puntu, in Salento
- il pecorino di marcetto, a Scanno (provincia dell'Aquila)[17]
- il formaio coi bai, in Veneto.

### Nel resto d'Europa
- Il casgiu merzu, prodotto in Corsica meridionale (Francia)
- Il gazta-ustela nei Paesi Baschi (Spagna, Francia), letteralmente "formaggio marcio".[18]

Altrove è possibile trovare formaggi prodotti con acari del formaggio e contenenti le loro deiezioni:
- il Milbenkäse (Germania), prodotto con Tyroglyphus casei[19]
- la mimolette in Francia, ottenuta da Tyroglyphus siro, che agisce principalmente sulla crosta dandogli un particolare aspetto bucherellato.